# Шульце-Геверниц, Герхарт фон
Герхарт фон Шульце-Геверниц (1864—1943) — немецкий экономист

## Биография
Сын германского юриста Германа фон Шульце-Геверниц (1824—1888). По окончании университетского курса некоторое время служил в Эльзас-Лотарингии; много путешествовал с научными целями. Подолгу жил в Англии и России и был одним из лучших в Западной Европе знатоков России, особенно её экономического положения. С 1893 г. состоял профессором политической экономии во Фрайбургском университете.
С 1912 по 1918 — член рейхстага.
В 1919—1920 депутат Веймарского учредительного собрания от Немецкой демократической партии.
После выхода на пенсию он стал квакером.
Его сын, Геро фон Шульце-Геверниц (1901—1970) — германский экономист и сотрудник спецслужб США.

## Произведения
Из весьма многочисленных его работ наиболее важная, как изложение самых задушевных его убеждений, — «Zum sozialen Frieden. Eine Darstellung der socialpolitischen Erziehung des englischen Volkes im XIX Jahrhundert» (Лпц., 1890). Эта книга представляет блестящую историю социальных стремлений в Англии, причем особенно подробно и с особенной любовью автор останавливается на Карлейле. Основная идея книги: Англия находится на верном пути к «социальному миру»; хотя борьба классов в ней и существует, но она отличается меньшей остротой, чем на континенте Европы; капиталист и рабочий, разъединенные противоположностью некоторых — правда, существенных — интересов, все же объединены здесь общностью других своих интересов и стремлений, делающей их гражданами общего отечества, так что англичане не формально только, не в силу господства одного какого-либо класса, а по существу и в действительности представляют уже единую нацию, чего мы не видим ни во Франции, ни в Германии. Переработку одной части этой книги представляет книга «Thomas Carlyles Welt-und Lebensanschauung» (Дрезден, 1893).
Следующая большая работа Шульце-Геверница, появившаяся в подлиннике в Лейпциге в 1892 г., в английском переводе в Манчестере в 1895 г., посвящена истории и современному положению Ланкаширской хлопчатобумажной промышленности (по-русски вышла под заглавием «Крупное производство. Его значение для экономического и социального прогресса. Этюд из области хлопчатобумажной промышленности», под ред. и с предисловием П. Б. Струве, СПб., 1897).
Две другие работы Шульце-Геверница посвящены России и имеются в русском переводе: «Крупное производство в России (московско-владимирская хлопчатобумажная промышленность)» (пер. Авилова, М.,1899) и «Очерки общественного хозяйства и экономической политики России», с предисловием Струве (СПб., 1901). Стремясь связать различные общественные течения и настроения с материальными условиями производства, будучи, другими словами, последователем теории экономического материализма, хотя не в его марксистском виде, а в его буржуазно-либеральной формулировке, Шульце-Геверниц в этой последней книге, давая картину экономического состояния России конца XIX века, в то же время характеризует в ней различные общественные течения в русском обществе. Особенно интересна его попытка изобразить славянофильство как идеологию нарождающейся промышленности. Оценку этой попытки и отчасти характеристику трудов Шульце-Геверница даны в предисловиях Авилова и Струве к названным книгам.
Поздние работы:
- «Britischer Imperialismus und engl Freihandel» (1906);
- «Marx oder Kant?» (1908; 2-е изд. 1909)
  - Маркс или Кант? : Ректорская речь, прочит. 9 мая 1908 г. / Пер. с нем. с разреш. авт.  [Предисл.: С. Гессен]. — Санкт-Петербург, 1909. - 87 с.
- «England und Deutschland» (1908; 5-е изд. 1922);
- «Wirtschaftswissenschaft» (1915);
- «Freie Meere!» (1915);
- «Die deutsche Kreditbank» (1915);
- «Der Friede und die Zukunft der Weltwirtschaft» (1919);
- «Der Wendepunkt des Weltkriegs» (1920);
- «Americas Ueberimperialismus» (в юбилейном сборнике Брентано, 1925).